# Algirdas Savickis

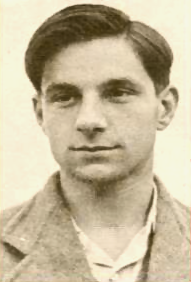
Algirdas Savickis (um 1940)

Algirdas Savickis (* 10. September 1917 in Kopenhagen, Dänemark; † 1. Oktober 1943 im Ghetto Kauen (Kaunas / Kowno), Generalbezirk Litauen, Reichskommissariat Ostland), auch Algirdo Savickio, war ein litauischer Kunstmaler, der unter deutscher Besetzung ermordet wurde.

## Familie

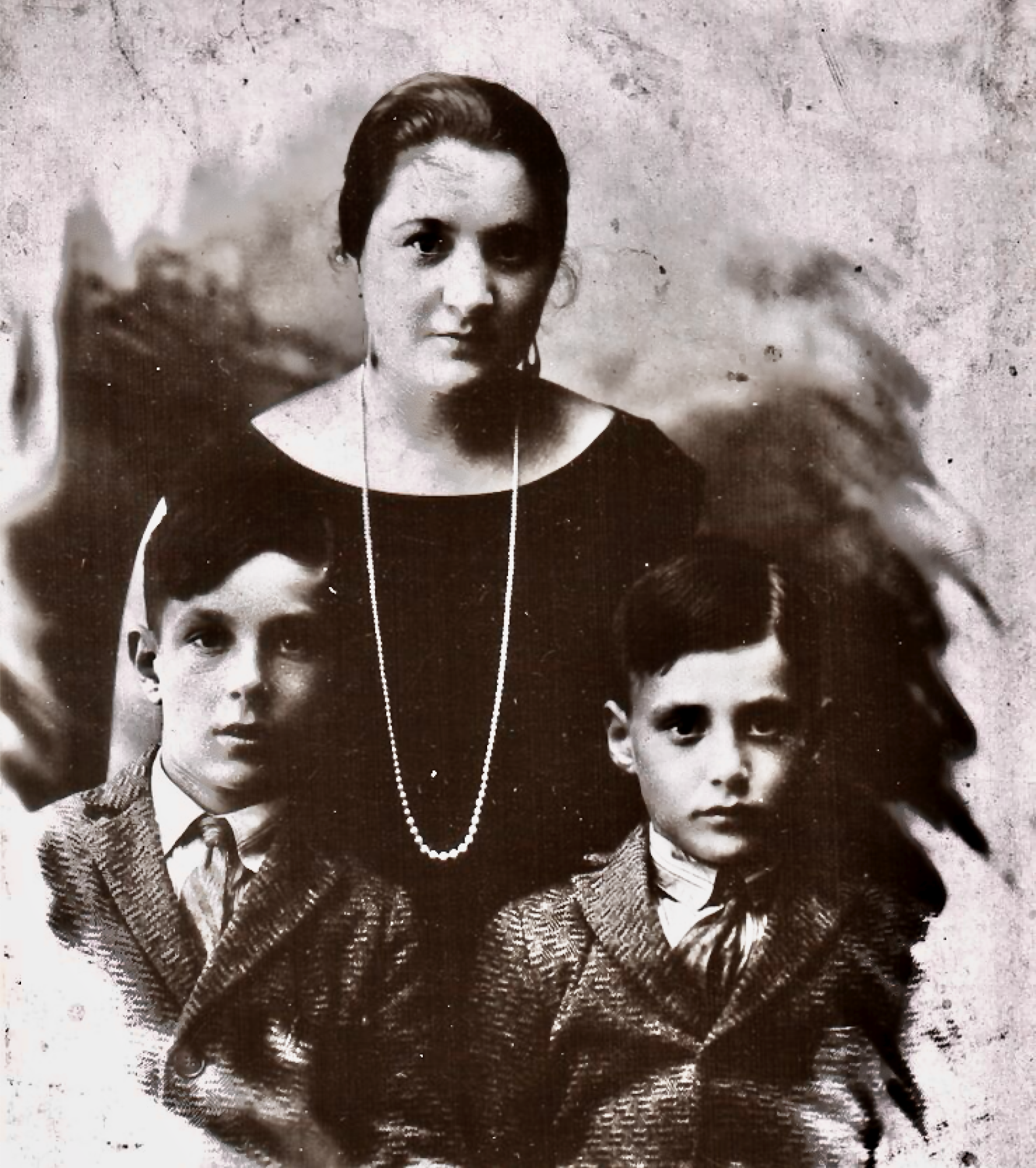
Algirdas, die Mutter Ida Trakiner-Savickienė und Augustinas, um 1927

Algirdas Savickis war der ältere von zwei Söhnen des litauischen Diplomaten Jurgis Savickis und dessen Ehefrau, der Zahnärztin Ida Trakiner-Savickienė (1894–1944). Deren wohlhabende (jüdische) Familie war in Sankt Petersburg ansässig. Ihr Vater Leon Trakiner besaß dort eine Fabrik, die sich mit der Herstellung von Glaserzeugnissen befasste. Der jüngere Bruder von Algirdas war der Kunstmaler Augustinas Savickas (1919–2012), später auch Kunstkritiker, Hochschullehrer und Autor.

## Leben

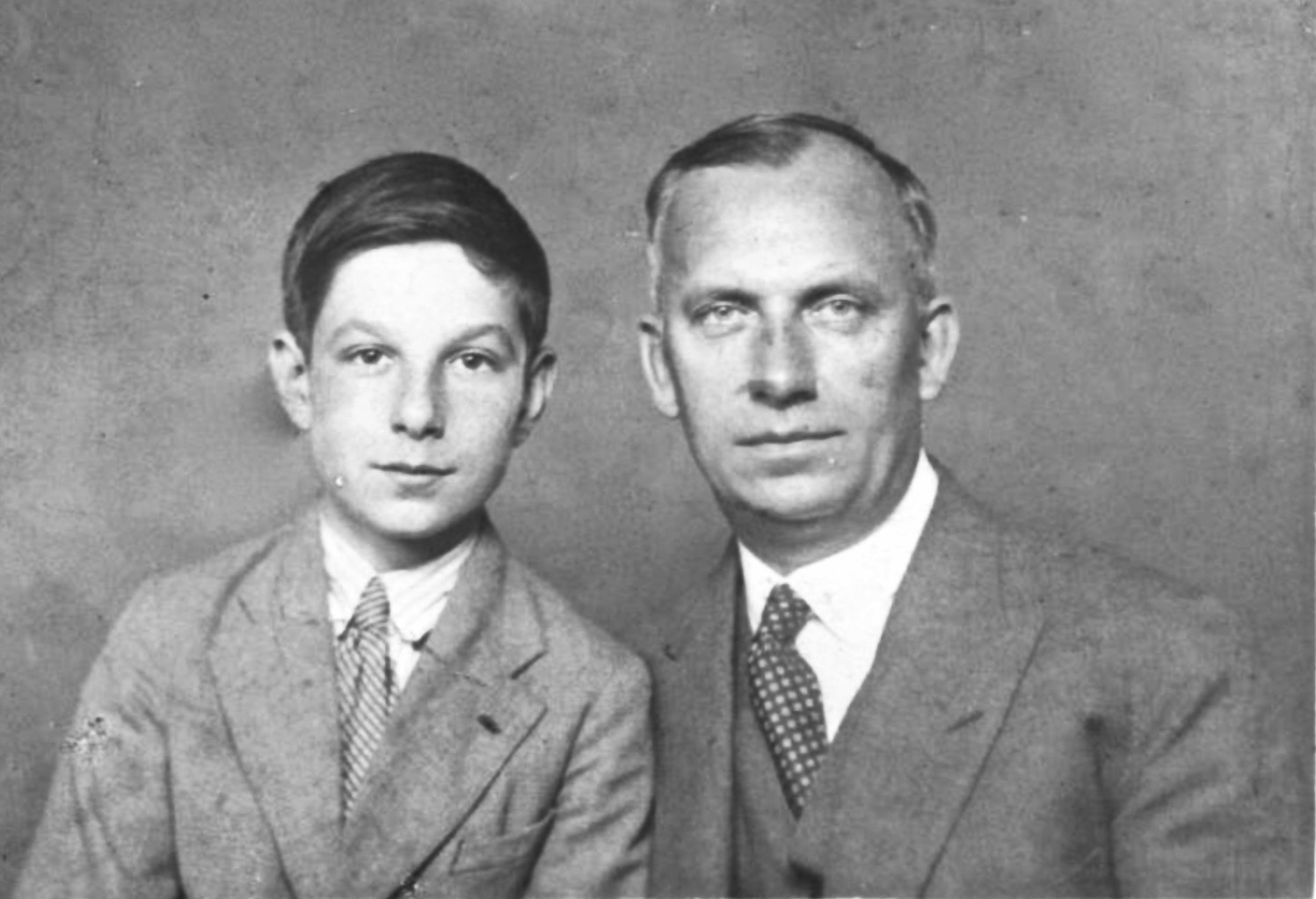
Algirdas mit seinem Vater Jurgis Savickis, um 1929

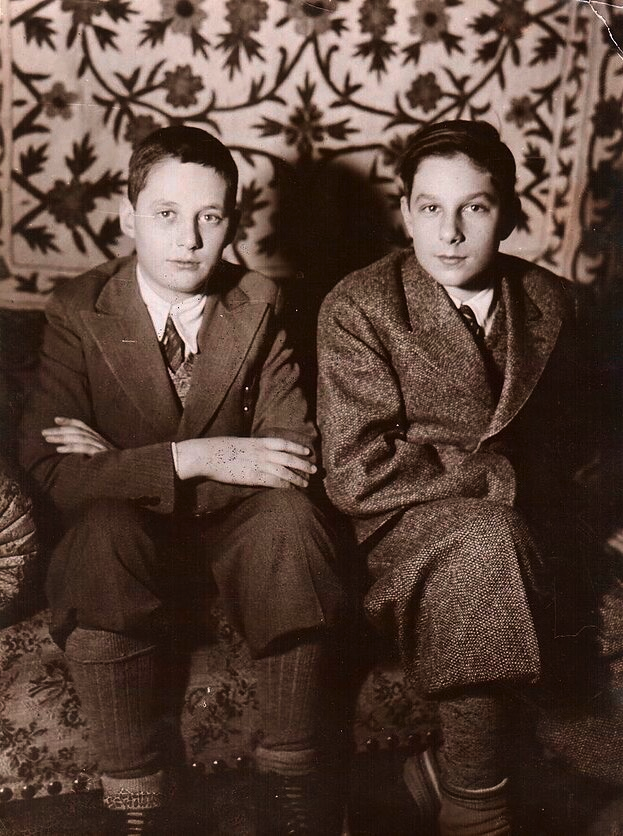
Augustinas und Algirdas Savickis, um 1930

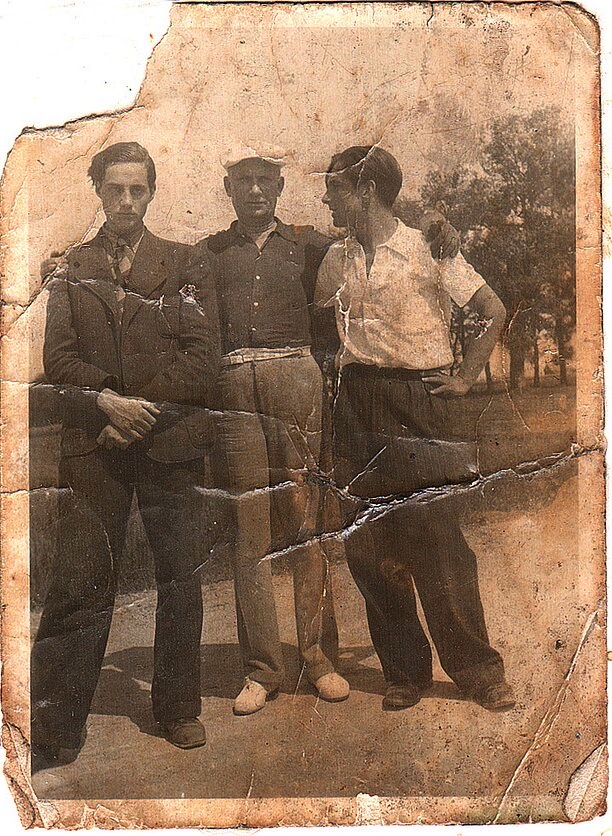
Augustinas, Jurgis und Algirdas Savickis, um 1935

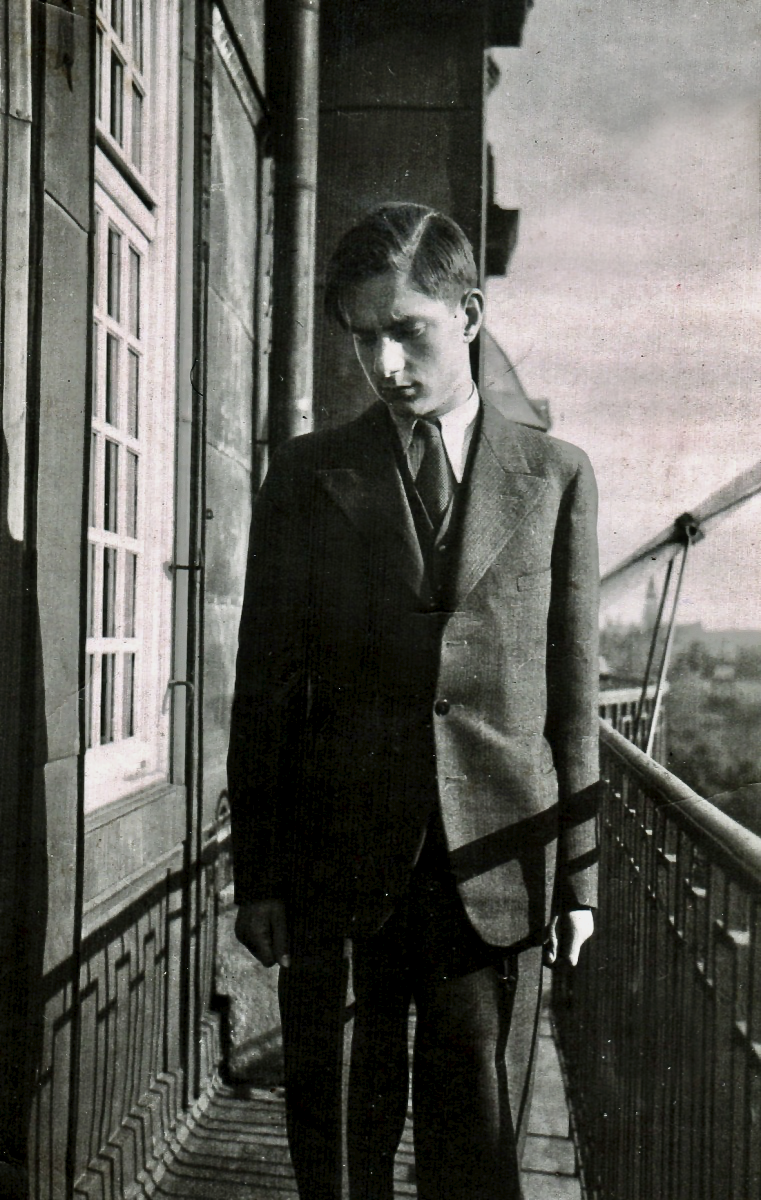
Algirdas Savickis, um 1936

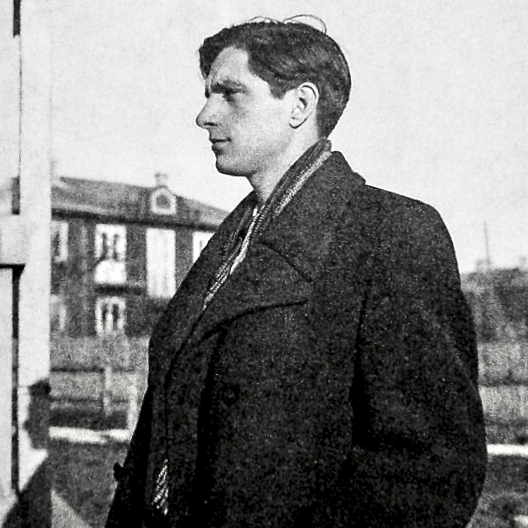
Algirdas Savickis, um 1940

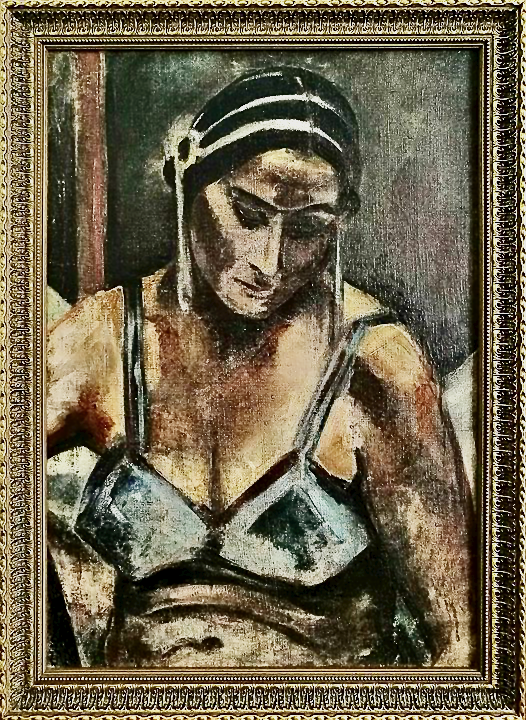
Gemälde von Algirdas Savickis: Posierende Uzė, um 1937

Durch die diplomatische Tätigkeit seines Vaters bedingt, wurde er wie sein jüngerer Bruder in der dänischen Hauptstadt geboren, wuchs dort sechs Jahre lang auf und lebte nach Umzug von 1923 bis 1927 in der finnischen Hauptstadt Helsinki, wo er zur Schule ging.
Das Interesse an der Malerei entwickelte Algirdas vermutlich schon sehr früh. Sein Vater war kunstinteressiert und hatte gegen den Willen seiner Eltern das Studienfach Agrarwesen zugunsten der Malerei gewechselt. Der Ausbruch des Ersten Weltkrieges erzwang dann jedoch dessen Studienabbruch.
Von September 1930 bis Dezember 1935 war Algirdas in Deutschland Schüler der etwa zu dieser Zeit von Jaap Kool geleiteten Freien Schulgemeinde in Wickersdorf bei Saalfeld, eines musisch orientierten reformpädagogischen Landerziehungsheims im Thüringer Wald. An diesem Internat beschuldigte der 15-jährige Algirdas zu Beginn des Jahres 1933 seinen Lehrer Otto Peltzer des sexuellen Missbrauchs. Damit stand er nicht allein; auch sein zwei Jahre jüngerer Schulkamerad Arnold Ernst Fanck (1919–1994), Sohn des bekannten deutschen Filmregisseurs Arnold Fanck, machte wenige Monate später denselben Vorwurf gegen Peltzer geltend, im Herbst 1933 auch Grete Oesterreich aus Falkenstein im Vogtland, die Mutter der FSG-Schüler Eckart (* 1921) und Lothar Oesterreich (* 1918). Der ehemalige Schüler Hans-Heinz Sanden (1914–2003), der von 1928 bis 1932 in Wickersdorf Internatsschüler war, ein Neffe des Kommunalpolitikers Bruno Asch und Sohn von dessen Bruder Hans, erinnerte in seiner 1990 erschienenen Autobiographie den „Eros Paidekos, dem in dieser Schule viel gehuldigt wurde“, ganz konkret sexuelle Übergriffe Peltzers und weiterer Lehrkräfte.
1935 ließen sich die Eltern von Algirdas scheiden; sein jüngerer Bruder Augustinas kehrte daher mit seiner Mutter nach Kaunas zurück. Nach seiner Reifeprüfung studierte Algirdas in Deutschland und in der Schweiz das Fach Englisch, eine weitere Quelle gibt England als Studienort an. 1938 zog er zu seiner Mutter ins litauische Kaunas, wo er ein jüdisches Mädchen namens Julija heiratete und deren Baby Regina adoptierte. Von 1938 bis 1940 studierte er bei Justinas Vienožinskis (1886–1960) Malerei an der litauischen Kunstschule Kauno meno mokyklą (KMM) und arbeitete 1940 an der Universität Kaunas. In dieser Zeit lebte seine Mutter in Frankreich und in Belgien, sein jüngerer Bruder Augustinas studierte 1939/40 an der Universität Genf Soziologie.
Am 3. August 1940 wurde Litauen sowjetisch. Während des Deutsch-Sowjetischen Krieges erfolgte im Juni und Juli 1941 die Okkupation Litauens durch die deutsche Wehrmacht. Kurz darauf wurden dort bei Pogromen durch SS-Einsatzgruppen sowie durch litauische Hilfswillige und so genannte Schutzmannschaften (SchuMa) Tausende von Juden auf offener Straße erschlagen. In diesem Umfeld war es seinem jüngeren Bruder Augustinas gelungen, nach Sibirien zu flüchten. Aufgrund ihrer jüdischen Herkunft mussten seine Mutter Ida und Algirdas’ junge Frau in das von den Deutschen eingerichtete Ghetto Kauen. Verwandte und Freunde suchten Algirdas zu überzeugen, keinesfalls freiwillig mit in das Ghetto zu ziehen. Da er als „Jüdischer Mischling ersten Grades“ bzw. als „Halbjude“ galt, hätte er nicht ins Ghetto umziehen müssen. Algirdas wollte jedoch seine Angehörigen dort unter keinen Umständen allein lassen. Julijas kranke Schwester und ihre Mutter waren ebenfalls im Ghetto.
Eines Tages wurde das junge Ehepaar zur Exekution selektiert; auf dem Weg dorthin trug Algirdas das Baby auf seinen Armen. Seine Ehefrau versuchte, die Wachen davon zu überzeugen, dass sie Litauer seien, und zeigte Algirdas’ litauischen Pass vor. Ein Wachtposten zeigte schließlich Mitleid oder Einsicht und ermöglichte ihnen, heimlich ins Ghetto zurückzukehren, nachdem sie bis zum Einbruch der Nacht in einem unterirdischen Abwasserkanal abgewartet hatten.
Algirdas leistete Zwangsarbeit, meist an militärischen Standorten außerhalb der Stadt, und musste den Judenstern auf seiner Kleidung tragen. Für die Arbeit wurden Lebensmittelrationen zugeteilt, die jedoch deutlich zu gering bemessen waren, um ein Überleben der Zwangsarbeiter und vor allem von deren Angehörigen im Ghetto zu gewährleisten. Daher verkauften die Ghettobewohner ihre Habe, um Lebensmittel einkaufen zu können. Dadurch waren sie aber zu verbotenem Lebensmittelschmuggel ins Ghetto gezwungen. Um seine Verwandten außerhalb des Ghettos besuchen zu können, von diesen Essen für seine Familie zu erhalten und Neuigkeiten über den Verlauf des Krieges zu erfahren, entfernte Algirdas zeitweise den Judenstern von seiner Kleidung. Ab August 1942 wurden die Kontrollen an den Ghettozugängen erheblich verstärkt, um den Besitz von Bargeld zu verhindern und den Lebensmittelschmuggel ins Ghetto zu unterbinden. Etwa zu dieser Zeit wurde Algirdas von den Wachen zusammengeschlagen und -getreten, als er bei seiner Rückkehr ins Ghetto durchsucht wurde.
Trotz zahlloser Erniedrigungen und Demütigungen blieb Algirdas bei seiner Familie im Ghetto, um dieser beizustehen. Wiederholte Versuche seiner Verwandten und Freunde, ihn zum Verlassen seiner Angehörigen zu überreden, verliefen erfolglos. Am Abend des 1. Oktober 1943 war Algirdas mit seiner Ehefrau auf dem Heimweg, als beide von einem Wachtposten des Ghettos angehalten und befragt wurden. Algirdas antwortete geduldig, dass er mit seiner Ehefrau von der Arbeit komme und zurück ins Ghetto wolle. Der Wachtposten namens Kučinskas blickte Julija ins Gesicht und zog sie am Arm zu sich heran. Daraufhin drehte Algirdas dem Wachtposten einen Arm auf den Rücken und rief seiner Ehefrau zu, sie solle in Zickzacklinien weglaufen, weil er offenbar mit gezielten Schüssen rechnete, und Hilfe holen. Aus größerer Entfernung hörte sie dann nach einer Weile einen Schuss. Als sie etwas später mit Helfern zurückkehrte, lag Algirdas in seinem Blut. Der Wachtposten erlaubte keine Hilfeleistung und ließ ihn während mehr als zwei Stunden verbluten.
Algirdas Savickis starb im Alter von 26 Jahren und wurde auf dem Ghetto-Friedhof Vilijampolė (Slabodka) unter großer Anteilnahme der Ghettobewohner beigesetzt. Algirdas’ Ehefrau Julija und seine Adoptivtochter Regina wurden nach der kurze Zeit später erfolgenden Auflösung des Ghettos in das Konzentrationslager Stutthof verbracht, wo sie durch den litauischen Autor Balys Sruoga Unterstützung erhielten und überlebten. Algirdas’ Mutter Ida Trakiner-Savickienė starb 1944 durch Suizid.

## Ausstellung
- Aus Anlass des 100. Geburtstages von Algirdas Savickis fand in der litauischen Hauptstadt Vilnius im Vilna Gaon State Jewish Museum vom 13. Februar bis 21. Mai 2017 eine Gemäldeausstellung statt.[21] In deren Verlauf wurden Werke von Jurgis Savickis, seiner Söhne Algirdas und Augustinas sowie seines Enkels Raimondas Savickas und seiner Urenkelin Ramunė Savikaitė-Meškėlienė gezeigt.[22][23]